# Maciej Orlik
Maciej Sławomir Orlik (ur. 6 kwietnia 1938 w Dorohusku, zm. 25 sierpnia 2024) – polski strzelec sportowy, żołnierz, trener, olimpijczyk z Montrealu 1976.
Zawodnik Zawiszy Bydgoszcz. Specjalista w strzelaniu z pistoletu wojskowego i pistoletu sylwetkowego. Mistrz Polski w strzelaniu z pistoletu sylwetkowego (pd-6) w latach 1969, 1971 oraz w strzelaniu z pistoletu wojskowego (pw-1) w roku 1961.
Na igrzyskach olimpijskich w Montrealu wystartował w konkurencji strzelania z pistoletu szybkostrzelnego odległość 25 metrów zajmując 27. miejsce.
Odznaczony Brązowym Krzyżem Zasługi.